# Pseudorhombila ometlanti
Pseudorhombila ometlanti är en kräftdjursart som beskrevs av Vázquez-Bader och Gracia 1995. Pseudorhombila ometlanti ingår i släktet Pseudorhombila och familjen Pseudorhombilidae. Inga underarter finns listade i Catalogue of Life.